# Sameli Tala
Sameli Tala (16 agosto 1893 – 6 gennaio 1961) è stato un mezzofondista finlandese, specializzato nei 3000 metri piani.

## Carriera
In carriera vinse la medaglia d'oro nella corsa 3.000 metri a squadre ai Giochi Olimpici di Parigi 1924.

## Palmarès

### Olimpiadi
- Oro a Parigi 1924 nei 3000 metri piani a squadre.